# ジャパングレイス
株式会社ジャパングレイスは、東京都新宿区高田馬場1丁目32番13号に本社を置く旅行会社である。略称はJG。旅行業登録番号は観光庁登録旅行業第617号。
かつては旅行全般を扱う旅行会社として運営されていたが、近年になってピースボートクルーズにのみ専念している。

## 概要
1995年よりNGOピースボートの企画するクルーズを主催する旅行社。以後、毎年実施される「地球一周の船旅」をはじめ、アジアなどで行うショートクルーズを含めたクルーズにおける業務全般を行う。

## 不祥事
返金拒否による行政指導
2020年5月21日、クルーズを主催するジャパングレイスは同年4月出発のツアーを中止したにもかかわらず返金せず、観光庁から顧客に代金を一括返金するよう、行政指導を受けた。
旅行業約款第19条では「旅行開始前にキャンセルが決まった場合は、その翌日から7日以内に払い戻す」こととなっているが、同社は「客には同年4月11日付の書面で3年間36回払いの分割での返金を提案した」とされ、それにより日本旅行業協会に苦情が殺到したために観光庁が指導を行った。これに関して同社広報室は「想定を上回る大量キャンセルが発生し、一括返金はできず、ポイントへの振り替えを含め、融資を受けて支払うことも検討中で約款は順守したい」とのコメントを発表。
しかしながら「ピースボートステーション（公式サイト）」等では今後、2022年に実施するツアーを「いまだけウルトラ早得割引」と銘打って大々的に販売を続けていた（※2020年4月27日時点）とされる。。2020年6月時点で行政処分は受けていなく旅行業登録票は更新（有効期間：2020年6月22日～2025年6月21日）された。